# حکمرانی جهان (ترانه تو چینز)
«حکمرانی جهان» (به انگلیسی: Rule the World) تک‌آهنگی از خواننده اهل ایالات متحده آمریکا تو چینز با همراهی آریانا گرانده است. این ترانه در ۱۹ مارس ۲۰۱۹ توسط دف جم رکوردینگز منتشر شد.